# Světlošovití
Světlošovití (Somniosidae) jsou čeleď žraloků z řádu ostrounů (Squaliformes). Zástupci čeledi se v českém jazyce označují většinou jako světlouni, výjimkou je nejznámější zástupce skupiny, světloun malohlavý, který se někdy označuje jako žralok, zastarale i světloš nebo hlavoun. Světlošovití jsou rozšíření ve všech oceánech. Vyhledávají hlavně studené oblasti arktických a subantarktických vod nad kontinentálními a ostrovními svahy, některé druhy jsou oceánské. Hřbetní ploutve světlošovitých jsou většinou bez trnů (pouze několik druhů má trny, avšak jsou jen velmi malé). Při nejmenším některé druhy jako je světloun šupinkatý (Zameus squamulosus) mají schopnost bioluminiscence.

## Systematika
Čeleď popsal David Starr Jordan v roce 1888. O vnitřní systematice světlošovitých se stále vedou vědecké debaty, následující seznam druhů a zařazení do rodů je proto potřeba brát s rezervou:
- Centroscymnus Barbosa du Bocage & Brito Capello, 1864 (světloun)
  - Centroscymnus coelolepis Barbosa du Bocage & Brito Capello, 1864 (světloun bělooký)
  - Centroscymnus owstonii Garman, 1906 (světloun Owstonův)
- Centroselachus Garman, 1913
  - Centroselachus crepidater Barbosa du Bocage & Brito Capello, 1864 (světloun dlouhonosý)
- Scymnodalatias Garrick, 1956 (světloun)
  - Scymnodalatias albicauda Taniuchi & Garrick, 1986 (světloun bělochvostý)
  - Scymnodalatias garricki Kukuyev & Konovalenko, 1988 (světloun Garrickův)
  - Scymnodalatias oligodon Kukuyev & Konovalenko, 1988 (světloun málozubý)
  - Scymnodalatias sherwoodi Archey, 1921 (světloun Sherwoodův)
- Scymnodon Barbosa du Bocage & Brito Capello, 1864 (světloun)
  - Scymnodon ichiharai Yano & S. Tanaka (II), 1984
  - Scymnodon macracanthus Regan, 1906 (světloun velkotrnný)
  - Scymnodon plunketi Waite, 1910 (světloun novozélandský)
  - Scymnodon ringens Barbosa du Bocage & Brito Capello, 1864 (světloun nožozubý)
- Somniosus Lesueur, 1818 (světloun)
  - Somniosus antarcticus Whitley, 1939
  - Somniosus longus Tanaka, 1912
  - Somniosus microcephalus Bloch & J. G. Schneider, 1801 (žralok malohlavý)
  - Somniosus pacificus Bigelow & Schroeder, 1944 (světloun pacifický)
  - Somniosus rostratus Risso, 1827 (světloun dlouhorypý)
- Zameus D. S. Jordan & Fowler, 1903
  - Zameus squamulosus Günther, 1877 (světloun šupinkatý)

## Galerie vybraných zástupců

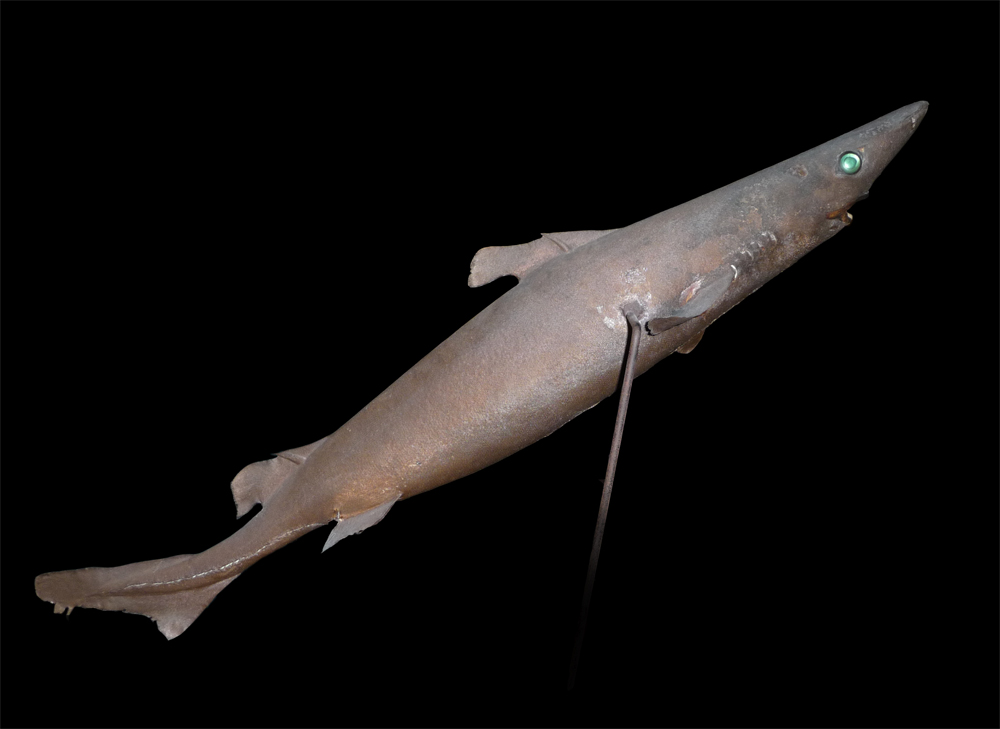
Centroscymnus crepidater
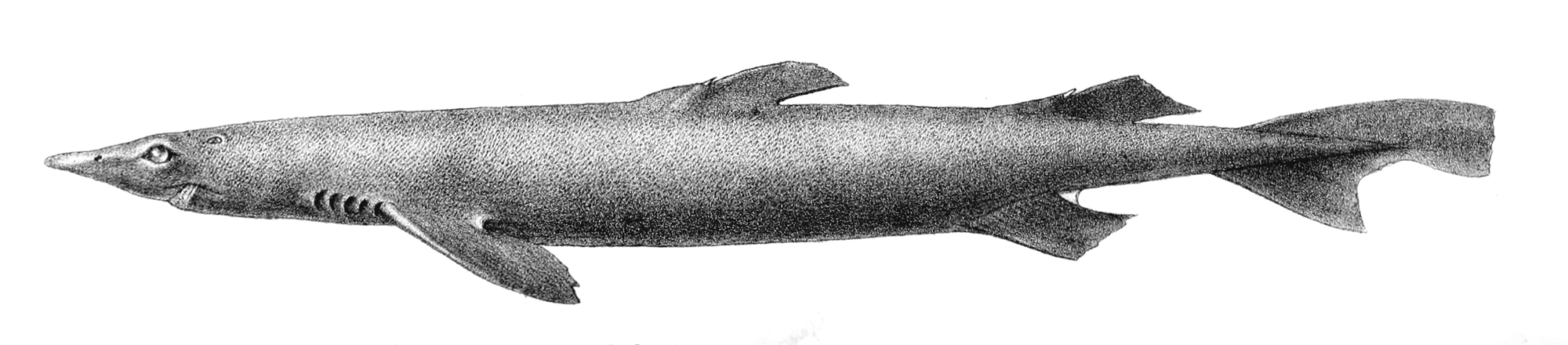
Scymnodon obscurus
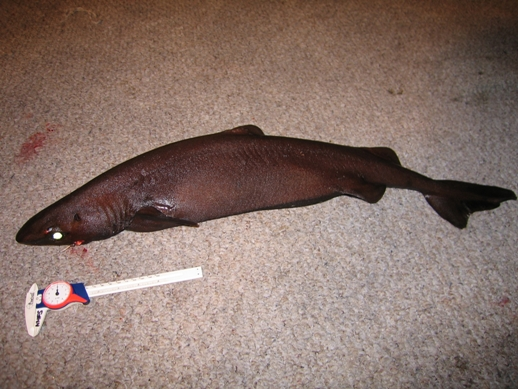
Zameus squamulosus